# Ambasada RP w Brukseli
Ambasada Rzeczypospolitej Polskiej w Brukseli (fr. Ambassade de la République de Pologne á Bruxelles, nid. Ambassade van de Republiek Polen in Brussel) – polska misja dyplomatyczna w stolicy Królestwa Belgii.

## Struktura placówki
- Referat ds. Polityczno-Ekonomicznych
- Wydział Konsularny
- Referat ds. Administracyjnych
- Instytut Polski w Brukseli

## Historia
Polska nawiązała stosunki dyplomatyczne z Belgią w marcu 1919. 11 lipca 1945 rząd Belgii wycofały uznanie dla rządu polskiego na uchodźstwie w Londynie i za prawowite władze Polski uznały komunistyczny rząd w Warszawie.

## Konsulaty RP
Konsulaty honorowe RP w Belgii znajdują się w:
- Genval;
- Deinze;
- Bilzen.